# 146th Airlift Wing

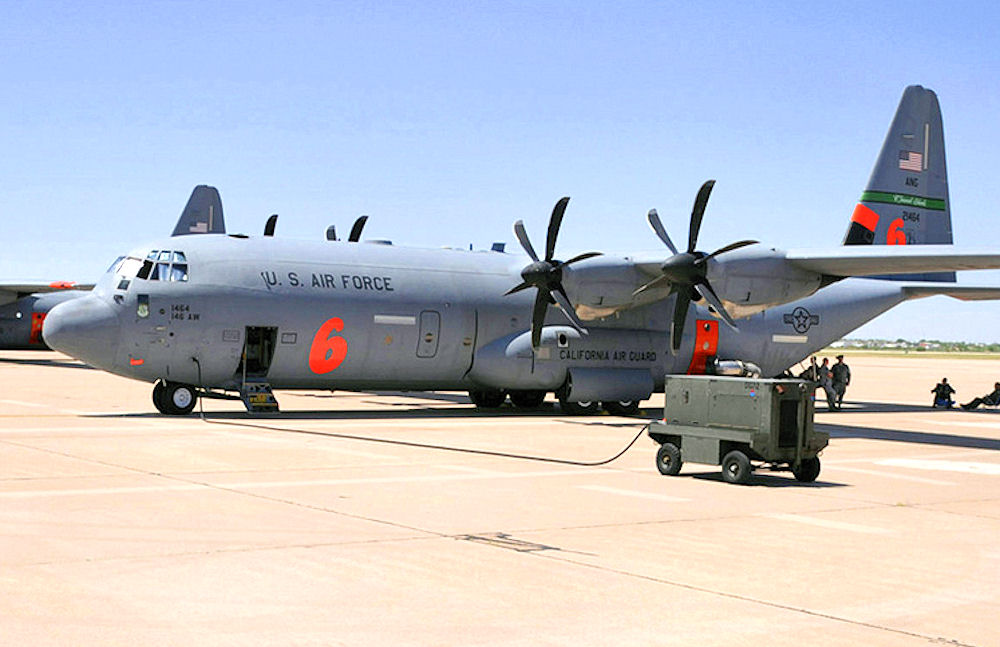
C-130J dello Stormo

Il 146th Airlift Wing è uno Stormo da trasporto della California Air National Guard. Riporta direttamente all'Air Mobility Command quando attivato per il servizio federale. Il suo quartier generale è situato presso la Channel Islands Air National Guard Station, California.

## Organizzazione
Attualmente, al settembre 2017, esso controlla:
- 146th Operations Group, striscia di coda verde con scritta Channel Islands
  - 146th Operations Support Flight
  -  115th Airlift Squadron - Equipaggiato con 8 C-130J
  - 146th Aeromedical Evacuation Squadron
  - 146th Airlift Control Flight
  - 195th Weather Flight
- 146th Maintenance Group
  - 146th Aircraft Maintenance Squadron
- 146th Mission Support Group
  - 146th Security Forces Squadron
  - 146th Civil Engineering Squadron
  - 146th Logistics Readiness Squadron
  - 146th Communications Flight
  - 146th Mission Support Flight
  - 146th Base Services Flight
  - 146th Contracting Office
- 146th Medical Group